# 26 رمضان
- السبت
- الأحد
- الاثنين
- الثلاثاء
- الأربعاء
- الخميس
- الجمعة

- 11 مارس 2025
- 22 مارس 2025
- 33 مارس 2025
- 44 مارس 2025
- 55 مارس 2025
- 66 مارس 2025
- 77 مارس 2025
- 88 مارس 2025
- 99 مارس 2025
- 1010 مارس 2025
- 1111 مارس 2025
- 1212 مارس 2025
- 1313 مارس 2025
- 1414 مارس 2025
- 1515 مارس 2025
- 1616 مارس 2025
- 1717 مارس 2025
- 1818 مارس 2025
- 1919 مارس 2025
- 2020 مارس 2025
- 2121 مارس 2025
- 2222 مارس 2025
- 2323 مارس 2025
- 2424 مارس 2025
- 2525 مارس 2025
- 2626 مارس 2025
- 2727 مارس 2025
- 2828 مارس 2025
- 2929 مارس 2025
- 130 مارس 2025
- 231 مارس 2025
- 31 أبريل 2025
- 42 أبريل 2025
- 53 أبريل 2025
- 64 أبريل 2025

26 رمضان أو 26 رمضان المُبارك أو يوم 26 \ 9 (اليوم السادس والعُشرون من الشهر التاسع) هو اليوم الثاني والستون بعد المائتين (262) من أيَّام السنة (أو الثالث والستون بعد المائتين لو كان شهر شعبان مُتممًا لليوم الثلاثين أو الرابع والستون بعد المائتين لو أتم كلاً من صفر وربيع الآخر وجمادى الآخرة وشعبان ثلاثين يوماً) وفق التقويم الهجري القمري (العربي). يبقى بعده 92 أو 93 يومًا لانتهاء السنة.

## أحداث
- 9 هـ - عودة الرسول محمد من غزوة تبوك، التي تخلّف عن حضورها بعض الصحابة، وحينما عاد الرسول دخل المسجد فصلّى واعتذر من اعتذر، وكانت حادثة مقاطعة كعب بن مالك وصاحبيه.
- 12 هـ - القائد والصحابي أبو عبيدة بن الجراح يكتب إلى الخليفة أبو بكر الصديق بالمدينة المنورة أن الجواسيس من الأنباط أعلموا المسلمين باستنجاد أهل الشام بالإمبراطور البيزنطي هرقل، وأنه أرسل إليهم إمدادات للحيلولة دون تقدم المسلمين.
- 255 هـ - نشوب ثورة الزنج بمدينة البصرة بقيادة علي بن محمد بن عيسى البرقعي وبمعاونة القرامطة.
- 528 هـ - الخليفة الفاطمي الحافظ لدين الله يكتب ولاية العهد لابنه حسن وسماه ولي عهد المؤمنين، وكتب له سجلا قرئ على المنابر، بعد أن ضاق بتحكم الوزراء ونفوذهم.
- 532 هـ - مقتل الخليفة الثلاثون من خلفاء بني العباس، وهو الراشد بالله منصور بن المسترشد بالله العباسي، على أبواب أصبهان.
- 708 هـ - خروج الناصر محمد بن قلاوون من مصر بحجة أنه يريد الحج، ولكنه توجه نحو الكرك وعزل نفسه من السلطنة فتولاها بيبرس الجاشنكير.
- 817 هـ - السلطان المؤيد شيخ يصدر قرارات بتعيين بدر الدين ابن المحب والي الإسكندرية استادارا، كما أصدر قرارا بتعيين صماي الحسني واليًا على الإسكندرية محل بدر الدين بن المحب.
- 923 هـ - السلطان العثماني سليم الأول يصدر قراراً بتولي أسكندر أورونوس حكم الإسكندرية، بعد أن دخلت الديار المصرية تحت الراية العثمانية.
- 927 السلطان سليمان القانوني يتمكن من فتح بلغراد لتكون مركزا عثمانيا لفتح باقي أوروبا
- 1021 هـ - الدولة العثمانية توقع معاهدة إستانبول مع الدولة الصفوية، لإنهاء الحرب التي استمرت بينهما 9 سنوات، وعينت هذه المعاهدة الحدود بين الجانبين، لكن هذا الصلح لم يستمر إلا سنتين فقط حيث تجدد القتال بين الجانبين.
- 1102 هـ - السلطان أحمد الثاني، يتولى زمام الدولة العثمانية، بعد وفاة أخيه السلطان سليمان الثاني.
- 1269 هـ - جيش الإمبراطورية الروسية يغزو الدولة العثمانية معلنًا بداية حرب القرم.
- 1283 هـ - الزعيم الماروني يوسف بك كرم يغادر لبنان على متن بارجة فرنسية إلى الجزائر إثر رفضه بروتوكول 1861 الذي أسس لمتصرفية جبل لبنان وكان أول شاغلي المنصب رغم اعتراض المملكة المتحدة.
- 1319 هـ - عبد العزيز آل سعود يسترد الرياض من آل رشيد.
- 1336 هـ - تتويج السلطان محمد السادس على عرش الدولة العثمانية خلفًا لأخيه محمد الخامس رشاد.
- 1353 هـ - الزعيم التركي مصطفى كمال يتسمى باسم كمال أتاتورك والذي يعني أبو الأتراك.
- 1377 هـ - انعقاد مؤتمر أكرا والذي عقد بناء على مجهودات رئيس غانا كوامي نكروما، ويعتبر هذا المؤتمر نواه للوحدة الأفريقية.
- 1391 هـ - تنصيب وتجليس البابا شنودة الثالث بابا على الإسكندرية وبطريركًا على الكرازة المرقسية وبطريارك الكنيسة القبطية الأرثوذكسية.
- 1412 هـ - رئيس خبراء الأسلحة الكيماوية التابعة للامم المتحدة ميشيل دحبرابخ يعلن أن خبراء الأمم المتحدة استكملو مهمة تدمير 500 صاروخ محمل بغاز الأعصاب في جنوب العراق تحت مرأى السلطات العراقية.
- 1414 هـ - آخر وحدة أمريكية مقاتلة تغادر الصومال على متن سفينة متوجهه إلى الولايات المتحدة.
- 1415 هـ - افتتاح التوسعة الجديدة بالمركز الإسلامي بلندن والتي اقيمت بتكلفة بلغت مليوني جنيه استرليني تبرع بها خادم الحرمين الشريفين الملك فهد بن عبدالعزيز لصالح التوسعة.
- 1419 هـ - مقتل ضابط إسرائيلي وجرح آخر في اشتباك مع خلية تابعة لكتائب عز الدين القسام قرب قرية السموع بالقرب من الخليل.
- 1425 هـ -
  - أكثر من عشرة آلاف جندي أمريكي مدعومون بالقوات الجوية يبدأون بحصار مدينة الفلوجة العراقية.
  - سهى عرفات زوجة رئيس السلطة الوطنية الفلسطينية ياسر عرفات تتهم أحمد قريع ومحمود عباس ونبيل شعث بالتآمر على عرفات واستيراثه حيًا.
- 1430 هـ - الإفراج عن الصحفي العراقي منتظر الزيدي الذي اكتسب شهرة عالمية بعدما رشق الرئيس الأمريكي جورج دبليو بوش بحذائه.
- 1431 هـ - السلطات البحرينية تعلن تفكيك شبكة سرية وإحباط مخططات إرهابية تستهدف المساس بالأمن الوطني وتقويض الوحدة الوطنية وتخريب الممتلكات العامة والخاصة.
- 1434 هـ - الجيش التونسي يقصف المحمية الطبيعية جبل الشعانبي بالطائرات والمدفعية، وذلك بعد أحداث جبل الشعانبي.
- 1434 هـ - تدشين مصحف البحرين برعاية حكومتها.[1]
- 1440 هـ - سلسلة تفجيرات تضرب محافظة كركوك شمالي العراق وتؤدي إلى مقتل ما بين 3 و5 أشخاص وجرح 18 آخرين.

## مواليد
- 544 هـ - فخر الدين الرازي، شيخ الإسلام وإمام مفسر فقيه أصولي وعالم موسوعي.
- 762 هـ - بدر الدين العيني، إمام حافظ ومؤرخ.
- 1339 هـ - عبد الله الطيب، أديب سوداني.
- 1367 هـ - عبد المالك سلال، سياسي جزائري.
- 1379 هـ -
  - حسام البدري، لاعب ومدرب كرة قدم مصري.
  - هدية سعيد، ممثلة قطرية.
- 1382 هـ - محمد شرف، ممثل مصري.
- 1387 هـ - حميد الأحمر، سياسي ورجل أعمال يمني.
- 1398 هـ - إيفلين حسن، ممثلة سورية.
- 1399 هـ - غزلان ناصر، ممثلة لبنانية تعمل في السعودية.
- 1403 هـ - أناهيد فياض، ممثلة سورية.

## وفيات
- 532 هـ - أبو جعفر المنصور الراشد بالله، الخليفة العباسي الثلاثون.
- 1102 هـ - سليمان الثاني، السلطان العثماني العشرون.
- 1392 هـ - محمد حسن فضل الله، عالم مسلم لبناني.
- 1431 هـ - محيي الدين اللباد، رسام وفنان تشكيلي مصري.
- 1423 هـ - عبد المجيد أبو المكارم، عالم دين شيعي وخطيب وشاعر وأديب.
- 1429 هـ - فوزي عبد الحافظ، عسكري مصري.

## مناسبات
- ليلة القدر (بحسب العُرف السائد، على أنها قد تكون أي ليلة من ليالي العشر الأواخر).

## وصلات خارجية
- موقع قصة الإسلام: حدث في شهر رمضان.